# My Favorite Things
My Favorite Things je studiové album amerického jazzového saxofonisty Johna Coltranea. Jeho nahrávání probíhalo v říjnu 1960 v Atlantic Studios v New Yorku pod produkcí Nesuhi Ertegüna. Album pak vyšlo v březnu 1961 u vydavatelství Atlantic Records jako sedmé Coltraneovo album pro toto vydavatelství. V roce 1998 album získalo ocenění Grammy Hall of Fame Award.

## Seznam skladeb
| Pořadí         | Název                    | Autor                                         | Délka |
| -------------- | ------------------------ | --------------------------------------------- | ----- |
| 1.             | My Favorite Things       | Oscar Hammerstein II, Richard Rodgers         | 13:41 |
| 2.             | Everytime We Say Goodbye | Cole Porter                                   | 5:39  |
| 3.             | Summertime               | Ira Gershwin, DuBose Heyward, George Gershwin | 11:31 |
| 4.             | But Not for Me           | Ira Gershwin, George Gershwin                 | 9:34  |
| Celková délka: | Celková délka:           | Celková délka:                                | 40:42 |

## Obsazení
- John Coltrane – sopránsaxofon, tenorsaxofon
- McCoy Tyner – klavír
- Steve Davis – kontrabas
- Elvin Jones – bicí